# Kromolice (powiat gostyński)
Kromolice – wieś w Polsce położona w województwie wielkopolskim, w powiecie gostyńskim, w gminie Pogorzela.

## Historia
Wieś szlachecka, własność kasztelana międzyrzeckiego Andrzeja Górki, około 1580 roku leżała w powiecie pyzdrskim województwa kaliskiego.
W latach 1954–1959 wieś należała i była siedzibą władz gromady Kromolice, po jej zniesieniu w gromadzie Pogorzela. W latach 1975–1998 miejscowość należała administracyjnie do województwa leszczyńskiego.
Od roku 1600 wieś była własnością rodziny Modlibowskich, herbu Dryja. W okresie Wielkiego Księstwa Poznańskiego (1815-1848) miejscowość należała do wsi większych w ówczesnym pruskim powiecie Krotoszyn w rejencji poznańskiej. Kromolice należały do okręgu kobylińskiego tego powiatu i stanowiły odrębny majątek, którego właścicielem był wówczas Nepomucen Modlibowski. Według spisu urzędowego z 1837 roku wieś liczyła 469 mieszkańców, którzy zamieszkiwali 56 dymów (domostw).

## Pałac

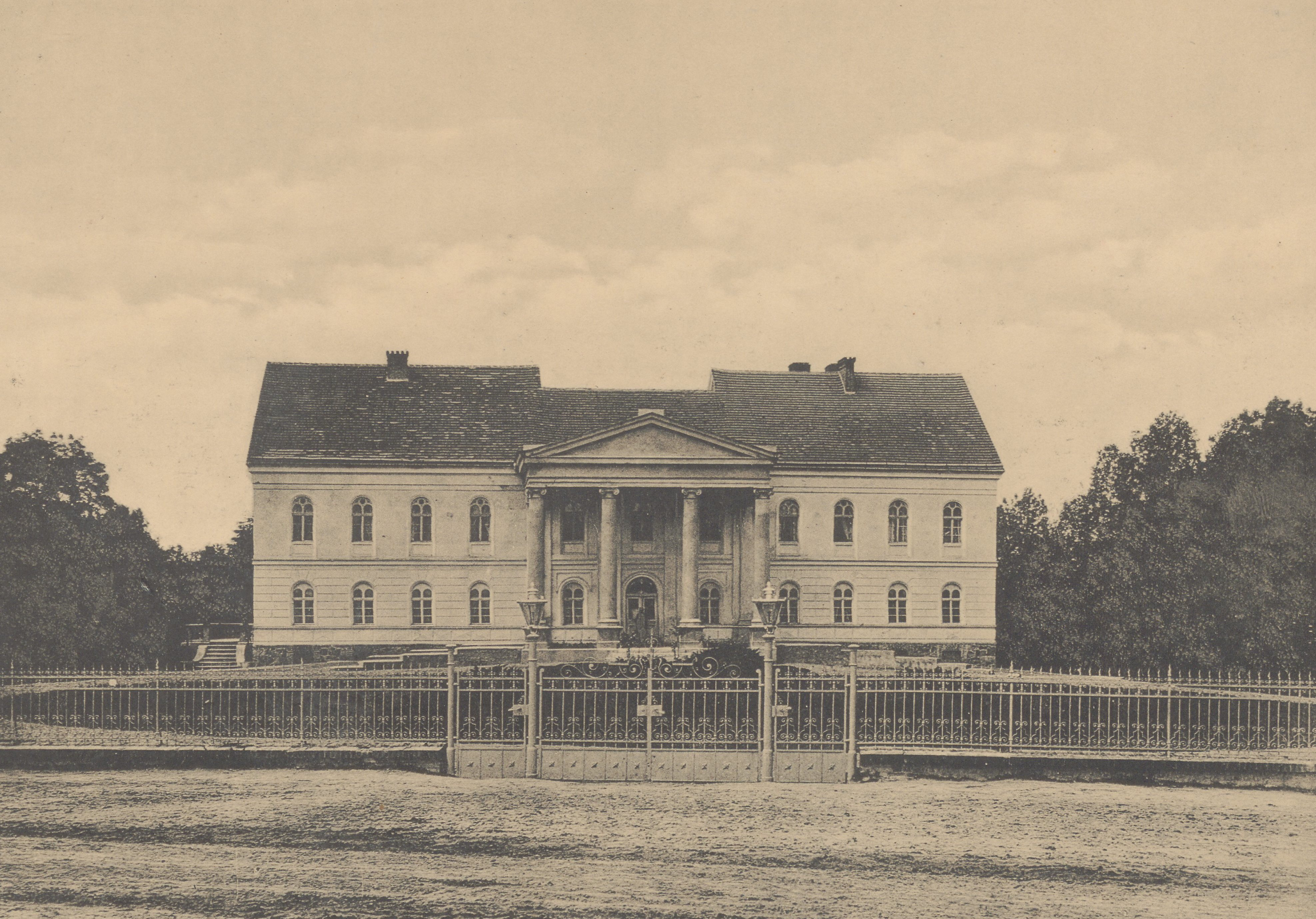
Widok pałacu przed 1912

W 1860 roku w Kromolicach Stanisław Modlibowski, ówczesny właściciel, zbudował piętrowy pałac. Obiekt wybudowany na planie prostokąta, kryty wysokim dachem dwuspadowym. Od frontu portyk zwieńczony trójkątnym frontonem, podtrzymywanym przez cztery kolumny jońskie.